# Kaunertal (Gemeinde)
Kaunertal ist eine Gemeinde mit 636 Einwohnern (Stand 1. Jänner 2024) im gleichnamigen Tal im Bezirk Landeck im Bundesland Tirol (Österreich). Die Gemeinde ist Teil des Gerichtsbezirks Landeck.

## Geografie
Die Gemeinde Kaunertal nimmt das gesamte Gebiet des schmalen und kargen hinteren gleichnamigen Tals ein und erstreckt sich in mehreren Weilern und Höfen entlang der Straße durch das Tal. Der Hauptort ist Feichten auf 1287 m. Das schmale Tal wird im Westen, Süden und Osten von den Ötztaler Alpen begrenzt. Die höchsten Gipfel sind Glockturm (3353 m) und Pfroslkopf (3148 m) im Glockturmkamm im Westen, Rofelewand (3358 m), Schwabenkopf (3379 m) und Watzespitze (3532 m) im Kaunergrat im Osten und Weißseespitze (3518 m) an der Grenze zu Italien im Süden.
Die Gemeinde hat eine Fläche von 193,52 Quadratkilometer. Davon sind 1 Prozent landwirtschaftliche Nutzfläche, 18 Prozent Almen, 15 Prozent Wald und 64 Prozent hochalpine Flächen.

### Gemeindegliederung
Die Gemeinde besteht aus einer einzigen gleichnamigen Katastralgemeinde bzw. Ortschaft. Ortsteile sind:
| - Boden - Bödele - Feichten - Grasse - Kaltenbrunn | - Loch - Mühlbach - Nufels - Ögg - Platz | - Unterhäuser - Vergötschen - Wolfskehr |

### Nachbargemeinden
Sechs der neun Nachbargemeinden liegen im Bezirk Landeck, zwei im Bezirk Imst und eine in Südtirol.
| Kauns Fendels                    | Kaunerberg                                  |                                          |
| Ried im Oberinntal Tösens Pfunds | Kompassrose, die auf Nachbargemeinden zeigt | St. Leonhard im Pitztal (IM) Sölden (IM) |
|                                  | Graun im Vinschgau (Südtirol)               |                                          |

## Geschichte
Der Name ist 1288 als Chvnertal ersturkundlich genannt. Dies ist der einzige Nachweis, der noch keine Diphthongierung u > au aufweist. Der Name blieb dann stets Kaunertal. Ab dem 15. Jh. wurde selten auch Kaunsertal geschrieben.
Der Name geht auf lateinisch cuna ‚Wiege‘ zurück, da das Trogtal die Ursiedler an eine Wiege erinnerte.

## Bevölkerungsentwicklung
Die Bevölkerung hat über lange Zeit stagniert und hat erst mit den zusätzlichen Erwerbsmöglichkeiten im Tourismus nach dem Zweiten Weltkrieg langsam zugenommen. Die Geburten und die Sterbefälle sind ausgeglichen, bis auf 2023 gab es im Schnitt 2 Geburten mehr als Sterbefälle. Die Zunahme der Bevölkerung beruht nicht auf organischem Wachstum, sondern vor allem auf Zuwanderung, die Wanderungsbilanz war die letzten Jahre überwiegend positiv.
| Kaunertal: Einwohnerzahlen von 1869 bis 2024        | Kaunertal: Einwohnerzahlen von 1869 bis 2024 | Kaunertal: Einwohnerzahlen von 1869 bis 2024 | Kaunertal: Einwohnerzahlen von 1869 bis 2024 | Kaunertal: Einwohnerzahlen von 1869 bis 2024 |
| --------------------------------------------------- | -------------------------------------------- | -------------------------------------------- | -------------------------------------------- | -------------------------------------------- |
| Jahr                                                |                                              |                                              |                                              | Einwohner                                    |
| 1869                                                | 1869                                         |                                              | 413                                          | 413                                          |
| 1880                                                | 1880                                         |                                              | 410                                          | 410                                          |
| 1890                                                | 1890                                         |                                              | 356                                          | 356                                          |
| 1900                                                | 1900                                         |                                              | 372                                          | 372                                          |
| 1910                                                | 1910                                         |                                              | 387                                          | 387                                          |
| 1923                                                | 1923                                         |                                              | 339                                          | 339                                          |
| 1934                                                | 1934                                         |                                              | 390                                          | 390                                          |
| 1939                                                | 1939                                         |                                              | 428                                          | 428                                          |
| 1951                                                | 1951                                         |                                              | 491                                          | 491                                          |
| 1961                                                | 1961                                         |                                              | 459                                          | 459                                          |
| 1971                                                | 1971                                         |                                              | 483                                          | 483                                          |
| 1981                                                | 1981                                         |                                              | 521                                          | 521                                          |
| 1991                                                | 1991                                         |                                              | 588                                          | 588                                          |
| 2001                                                | 2001                                         |                                              | 593                                          | 593                                          |
| 2011                                                | 2011                                         |                                              | 608                                          | 608                                          |
| 2021                                                | 2021                                         |                                              | 616                                          | 616                                          |
| 2024                                                | 2024                                         |                                              | 636                                          | 636                                          |
| Quelle(n): Statistik Austria, Gebietsstand 1.1.2021 |                                              |                                              |                                              |                                              |

Die Altersstruktur in der Gemeinde entspricht dem österreichischen Durchschnitt: 113 Personen sind unter 15 Jahren, 415 Personen sind zwischen 15 und 64 Jahre alt und 108 Personen sind 65 Jahre und älter. Damit ist die Gemeinde nicht von Überalterung bedroht.
Wie in Österreich allgemein, hat in der Gemeinde Kaunertal die Anzahl der Haushalte zugenommen und zwar von 92 Haushalten im Jahr 1961 auf 230 Haushalte im Jahr 2022. In der gleichen Zeit hat die durchschnittliche Haushaltsgröße abgenommen und zwar von durchschnittliche 5 Personen pro Haushalt 1961 auf 2,7 Personen 2022. Gleichzeitig ist die Anzahl der Einpersonenhaushalte von 2 im Jahr 1961 auf 57 im Jahr 2022 gestiegen. Auch das ist ein österreichweiter Trend, der in der Gemeinde Kaunertal nur etwas zeitverzögert stattgefunden hat.

## Kultur und Sehenswürdigkeiten

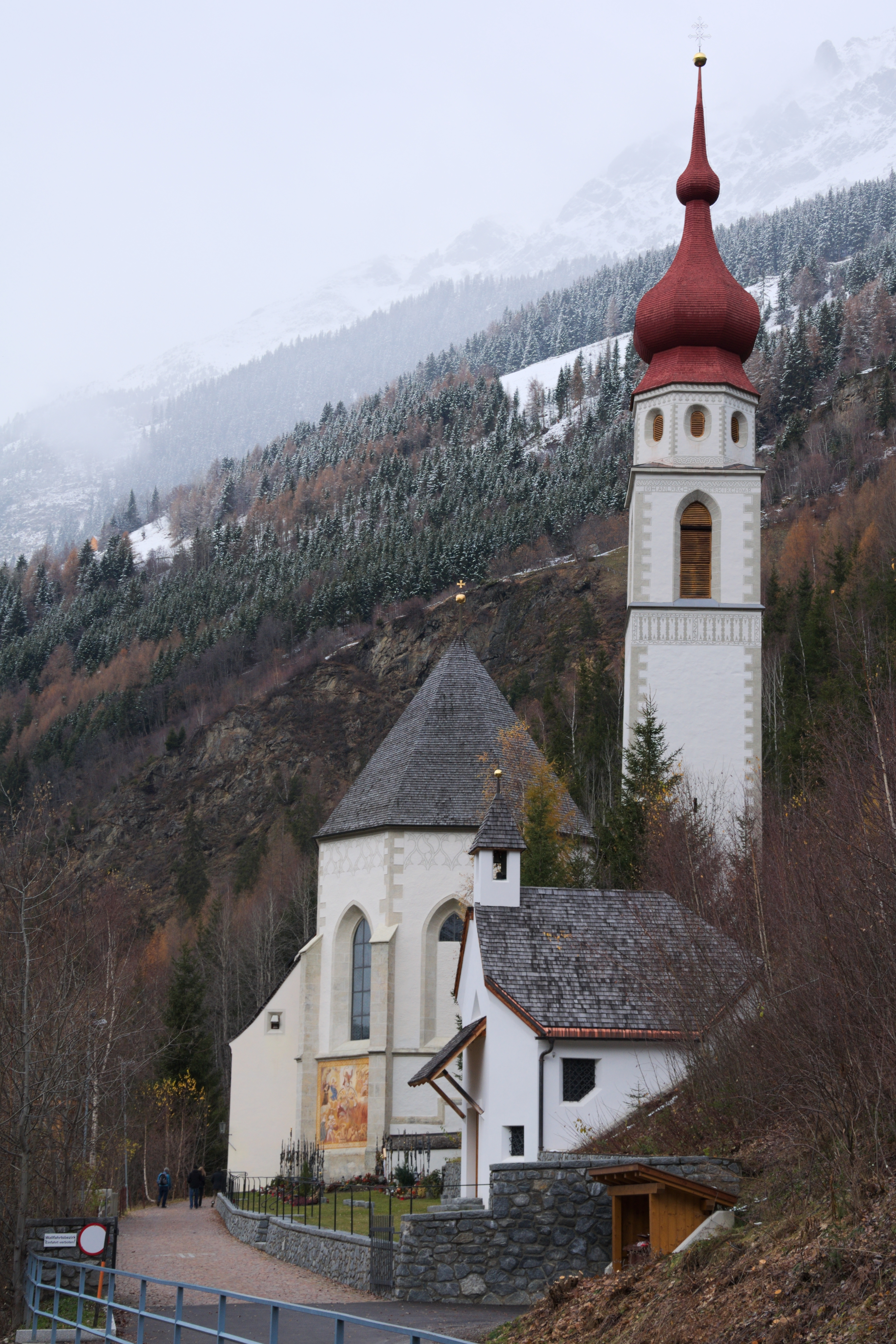
Kath. Pfarr- und Wallfahrtskirche Mariä Himmelfahrt in Kaltenbrunn

- Pfarrkirche Feichten Heilige Dreifaltigkeit
- Wallfahrtskirche Kaltenbrunn Mariä Himmelfahrt: Die Kirche liegt im vorderen Teil des Tals auf 1260 m Höhe. Im Jahr 1272 soll hier der Ritter Erbo Schenkenberg aus Völs am Schlern  als Buße für einen Mord eine Kapelle errichtet haben. Ein Gnadenbild aus dem 14. Jahrhundert machte sie zur Wallfahrtsstätte der Landsknechte. Sie beherbergt Altarfiguren aus der Zeit um 1720 und ein Kruzifix aus 1697.
- Das Talmuseum im Ortsteil Platz zeigt als Heimatmuseum Gegenstände der alten Lebens- und Wirtschaftsformen, eine Mineraliensammlung, Exponate zu Bergbau und Alpinismus sowie die transportable Werkstatt eines Wanderschusters.
- Im September 2021 wurde im Beisein des österreichischen Bundespräsidenten in Feichten 134 eine neue Dauerausstellung eröffnet, die sich unter dem Titel Mit aller Kraft[5] als Informations- und Lernort zu den im Tal wie auch im Naturpark und darüber hinaus relevanten Themen Klima, Gletscher und Wasser versteht.[6]

## Wirtschaft und Infrastruktur
Ursprüngliche Erwerbsmöglichkeiten im Tal waren in der Land- und Forstwirtschaft. Die Landwirtschaft wiederum war vor allem Weidewirtschaft, da für Ackerbau das Tal zu hoch liegt, diese hat aber in den letzten 60 Jahren stark abgenommen. Gab es 1960 im Tal noch 63 Bauernhöfe, sind diese bis 2020 auf 39 gesunken, wobei der stärkste Rückgang zwischen 2010 und 2020 zu verzeichnen war. Von diesen werden nur noch 5 Betriebe als Haupterwerb geführt, 4 als juristische Person, aber 30 nur noch im Nebenerwerb. In diesen Betrieben sind nur noch 8 Personen hauptberuflich als Bauern tätig.
Einen allmählichen wirtschaftlichen Aufschwung nahm die Gemeinde erst Ende der 1950er Jahre durch den einsetzenden Tourismus. Waren 1961 nur 47 Personen im Dienstleistungsgewerbe (davon nur 22 in Hotels und Gaststätten) beschäftigt, sind es im Jahre 2022 242 Personen. Damit hat sich die Erwerbsstruktur im Tal komplett verschoben. Die Anzahl der Gästeübernachtungen betrug 1981 37.537. Diese stieg bis 2001 kontinuierlich bis auf 147.582 an und hält sich seitdem auf diesem Niveau (nur kurz unterbrochen durch einen Corona-bedingten Einbruch 2021).
In Gewerbe und im Bauwesen sind 14 Personen beschäftigt (Stand 2022).
Im hintersten Kaunertal ist der zwischen 1961 und 1964 angelegte, sechs Kilometer lange Gepatsch-Stausee, der auch vom Taschachbach im hinteren Pitztal Wasser erhält und dessen Wasser über eine 13,2 km lange Druckwasserleitung nach Prutz im Inntal zum Krafthaus geführt wird.
Das Gletscherskigebiet Kaunertaler Gletscher (Kaunertaler Gletscherbahn) im hinteren Kaunertal mit der Erschließung des Weißseeferners, welches seit 1982 über die mautpflichtige Kaunertaler Gletscherstraße erreichbar ist, brachte weitere wirtschaftliche Impulse für die Gemeinde. Heute ist das Skigebiet gemeinsam mit dem Skigebiet Fendels organisiert. Ein weiterer Verbund ist der Gletscherpark Imst–Pitztal–Kaunertal (mit der Region Imst–Gurgltal) rund um den Naturpark Kaunergrat.

## Politik

### Gemeinderat
| Partei                                        | 2022  | 2022    | 2016  | 2016    | 2010  | 2010    |
| Partei                                        | %     | Mandate | %     | Mandate | %     | Mandate |
| --------------------------------------------- | ----- | ------- | ----- | ------- | ----- | ------- |
| Heimat Kaunertal (HLK) 1)                     | 56,31 | 6       | 61,88 | 7       |       |         |
| Tourismus und Wirtschaft fürs Kaunertal (TWK) | 43,69 | 5       | 38,12 | 4       |       |         |
| Heimatliste                                   |       |         |       |         | 40,18 |         |
| Einheitsliste                                 |       |         |       |         | 28,22 |         |
| Lebenswertes Kaunertal                        |       |         |       |         | 31,60 |         |

1) Die Partei trat 2016 unter dem Namen „Heimat Kaunertal - Bürgermeister Josef Raich“ an.

### Bürgermeister
- bis 2022 Josef Raich[13]
- seit 2022 Christian Kalsberger[10]

### Wappen
Das Gemeindewappen wurde 1988 verliehen: Ein in Silber aus dem Schildrand hervorbrechendes, im Obereck mit einem goldenen Stern belegtes, blaues Steinbockhorn.
Der goldene Stern steht für die Marienwallfahrt nach Kaltenbrunn. Das Horn symbolisiert das Steinwildrevier, das Wechselspiel der blauen und silbernen Felder weist auch auf die Kraft des Wassers hin.

## Persönlichkeiten

### Ehrenbürger
- Eugen Larcher (1938–2023), Alt-Bürgermeister von Kaunertal[15]
- Alexander Van der Bellen (* 1944), Bundespräsident der Republik Österreich[16]
- Josef Raich, Alt-Bürgermeister von Kaunertal[17]

### Söhne und Töchter der Gemeinde
- Melchior Hefele (1716–1794), Architekt, geboren in Kaltenbrunn